# Chiesa dei Santi Pietro e Paolo (Biasca)
La chiesa dei Santi Pietro e Paolo, a Biasca, suggestivamente collocata su un'altura che domina il paese ed avente per sfondo una conca segnata da ripidi rilievi montuosi; Chiesa madre delle Tre valli ambrosiane (Leventina, Blenio e Riviera) rappresenta uno degli esempi più rilevanti di architettura in stile romanico del Canton Ticino e della Svizzera, raggiungibile a piedi mediante due scalinate ad acciottolato.

## La storia e le opere d'arte

### La costruzione

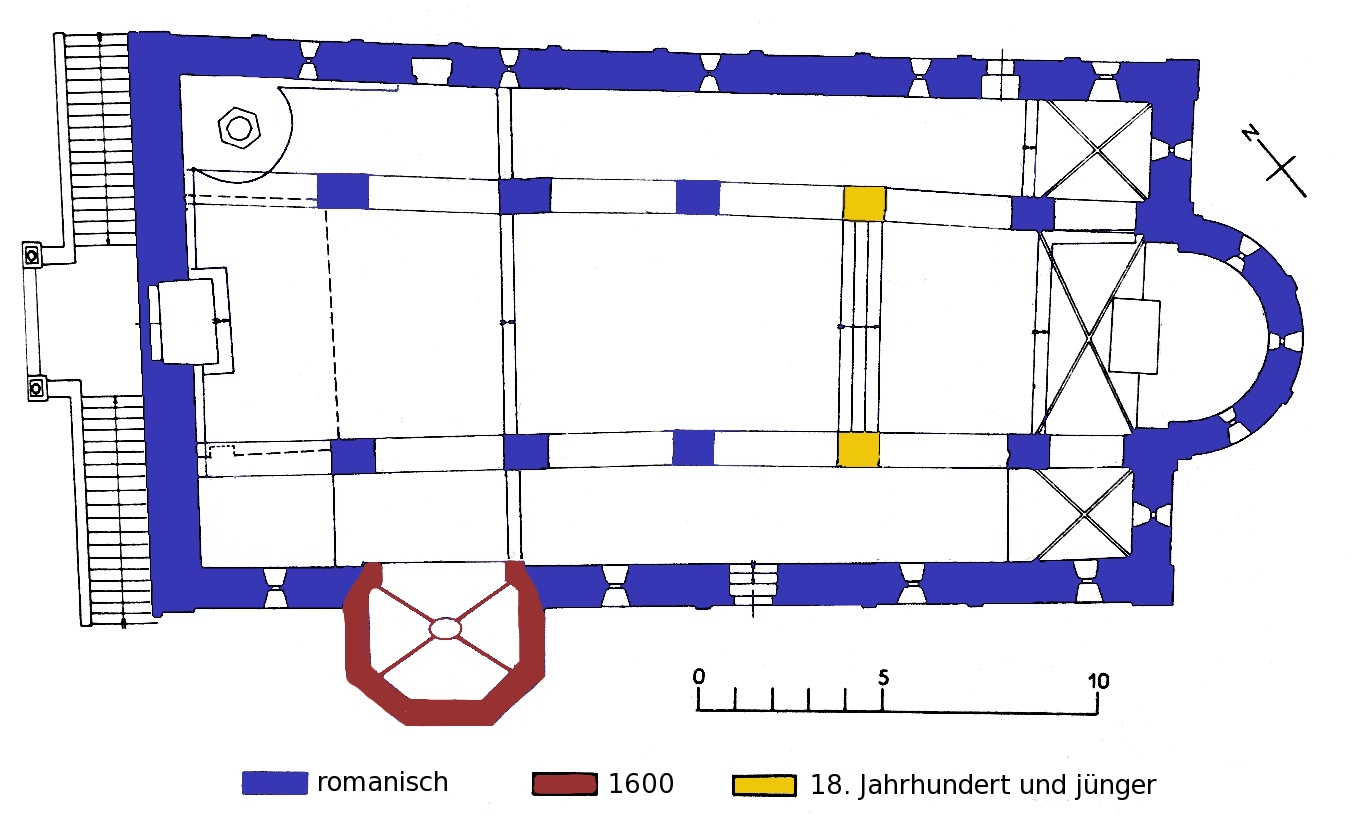
Planimetria

Nata forse come chiesa battesimale sin dal secolo IX ma attestata solo dall'anno 830, essa fu ricostruita come chiesa a tre navate tra il XII ed il XIII secolo. Venne trasformata verso la metà del Seicento quando venne realizzata la sopraelevazione del pavimento in lastre di pietra, la gradinata d'accesso e la costruzione della volta sulla navata maggiore; una modifica successive portò alla costruzione del protiro in facciata. I diversi cambiamenti tuttavia non compromisero (anche grazie ai citati restauri) la sua uniformità stilistica.
All'esterno la chiesa palesa - con la sua struttura muraria in pietra - una sobria eleganza e testimonia una tecnica costruttiva alquanto raffinata (particolarmente sapiente è l'utilizzo dei conci in pietra nella realizzazione delle parti decorative).

### L'ornamentazione interna

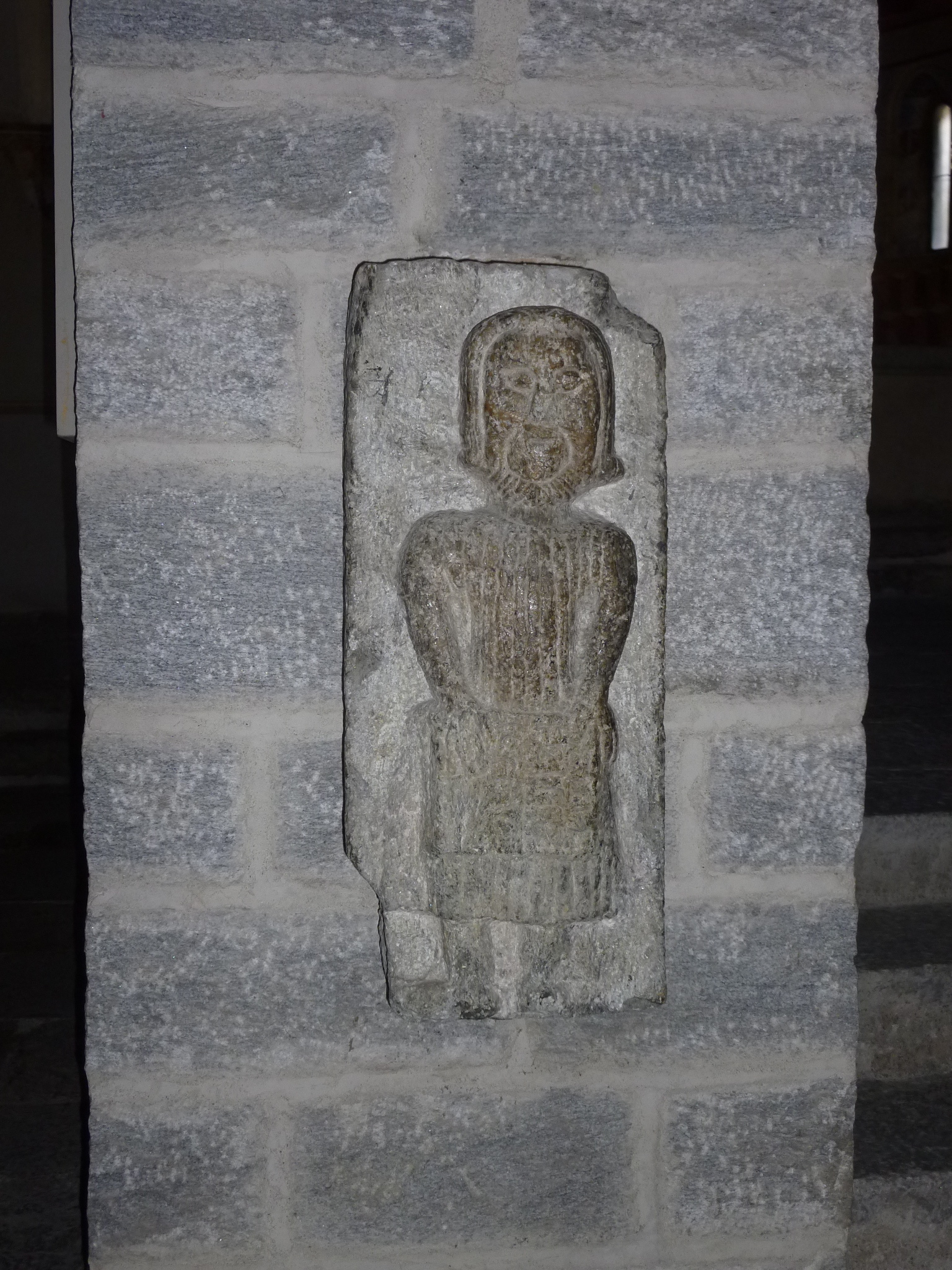
Scultura romanica

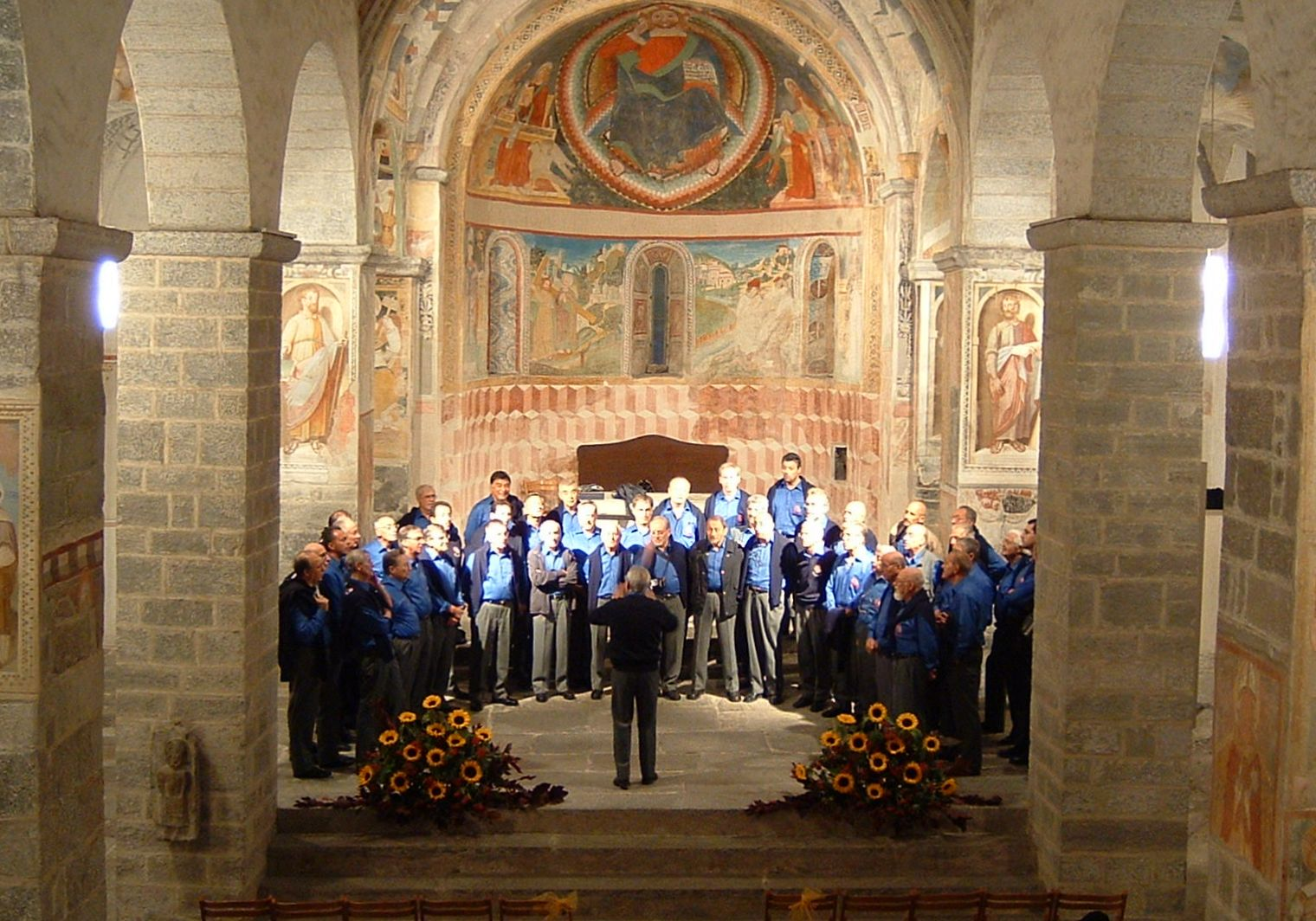
Interno del presbiterio

All'interno della chiesa colpisce la pendenza della pavimentazione in pietra, dovuta al fatto che il basamento che sostiene l'edificio non compensa interamente il dislivello naturale del declivio granitico sul quale esso è costruito.
Troviamo nella chiesa cicli di affreschi di notevole interesse storico ed artistico. Quelli più antichi, posti nelle vele delle volte a crociera che sovrastano il transetto, risalgono al XIII secolo: particolarmente suggestiva è la loro visione d'insieme con le decorazioni geometriche bianche e nere nelle quali si inseriscono figure allegoriche zoomorfe. Il significato proposto per gli affreschi sarebbe la rappresentazione allegorica dei vari momenti della vita dell'uomo.
Lungo le pareti della chiesa e sui pilastri trovano spazio molteplici figure di santi venerati dalla religiosità popolare (nella ricca collezione iconografica riconosciamo San Maurizio, Santa Dorotea e Santa Tecla e molti altri santi); esse furono eseguite nella seconda metà del XV secolo. Alcuni affreschi presenti sono verosimilmente da ricondurre alla scuola di Nicolao da Seregno. Nel presbiterio si osserva soprattutto il grande affresco che occupa interamente il catino dell'abside raffigurante Cristo pantocratore circondato dai quattro Evangelisti; si è avanzata dubitativamente l'ipotesi che il suo autore possa essere Antonio da Tradate, che tra la fine del XV e l'inizio del XVI secolo tenne bottega a Locarno.
Sono visibili anche opere più tarde realizzate in epoca barocca. Subito dopo l'entrata, sulla destra, si trova la cappella del Rosario fatta costruire dal cav. G. B. Pellanda. Più oltre, sulla parete della navata destra troviamo un ciclo di affreschi con la Vita di San Carlo Borromeo: sono opera di Alessandro Gorla eseguita nel 1620.

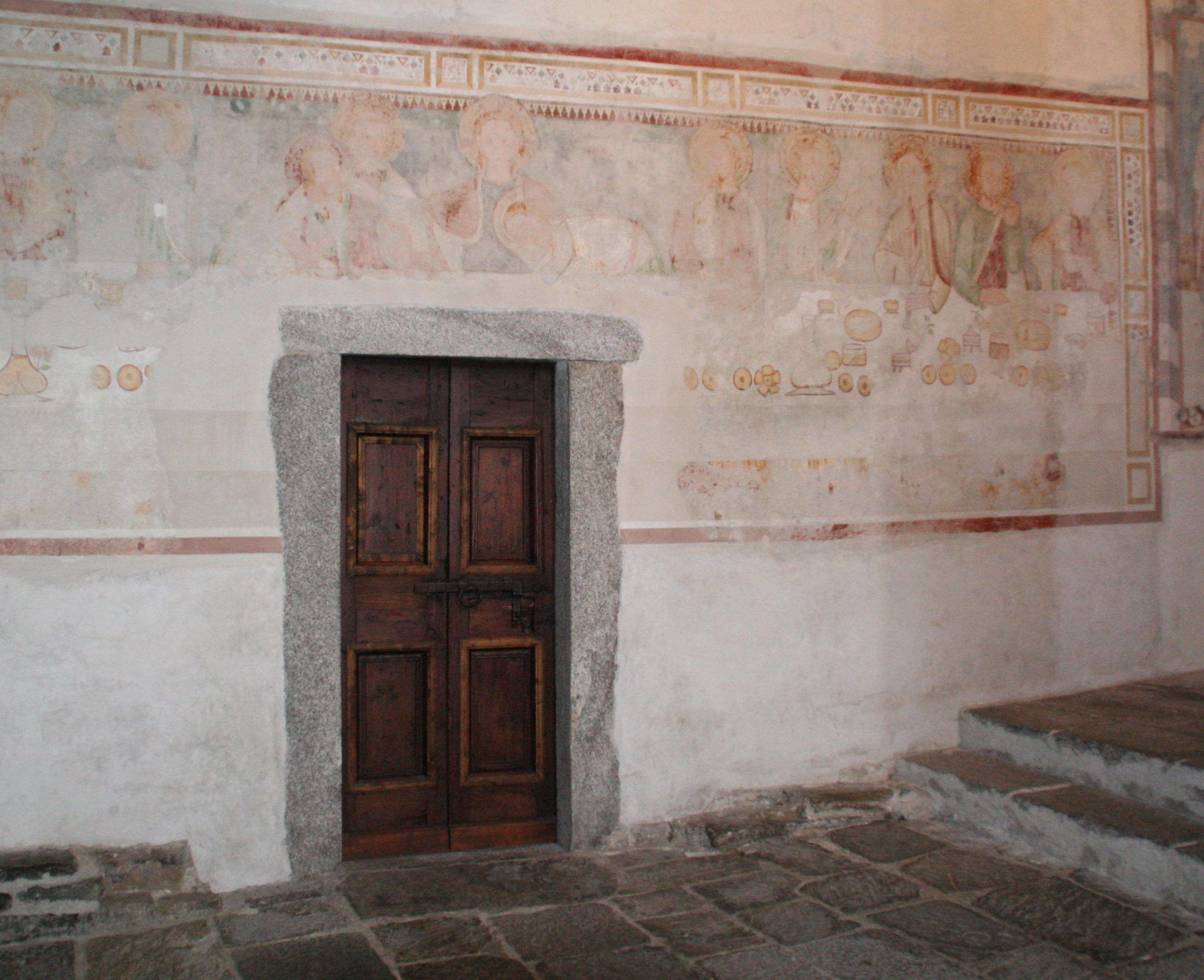
Ultima Cena
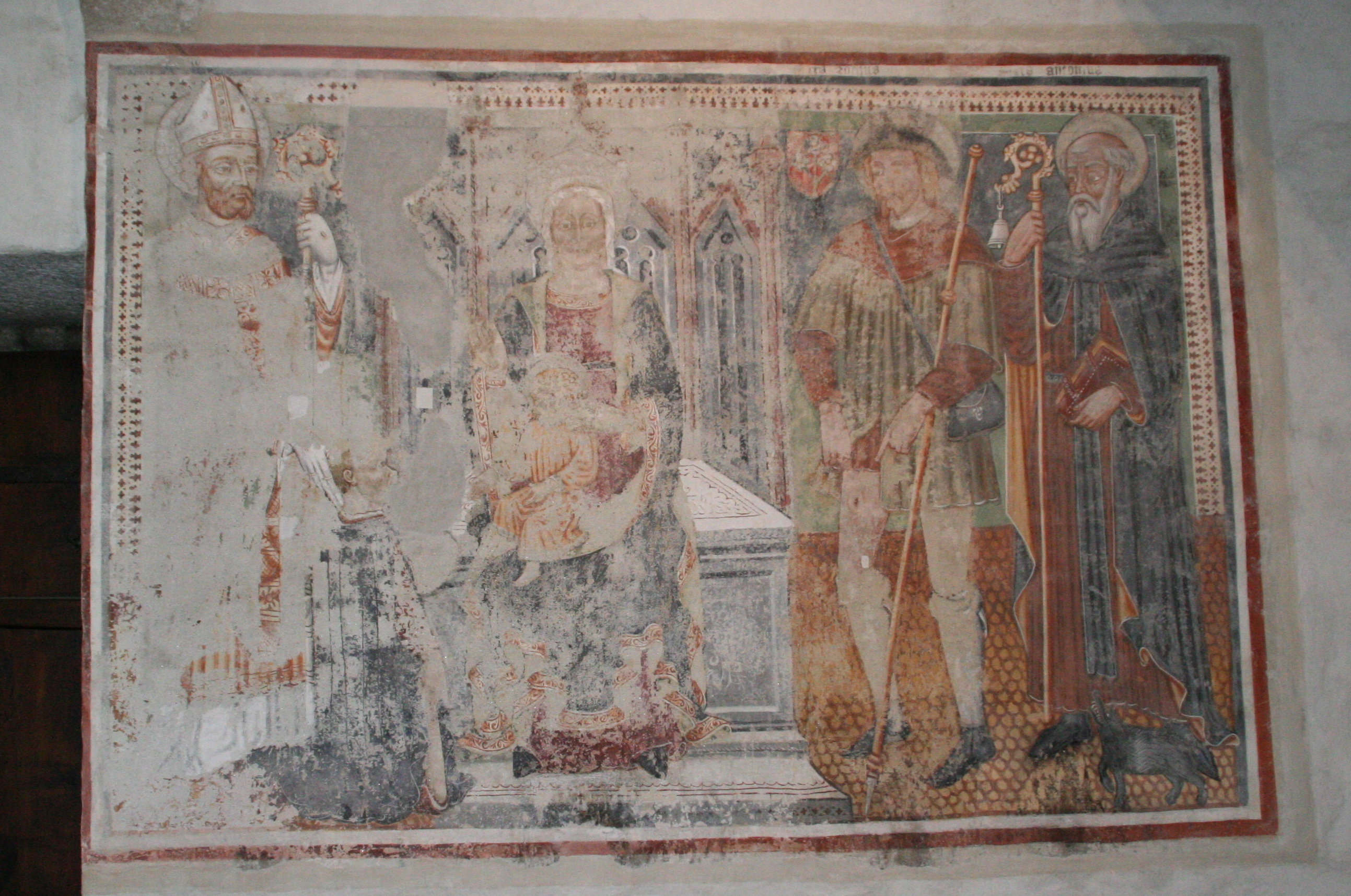
Madonna in trono tra santi e il committente

## Galleria d'immagini

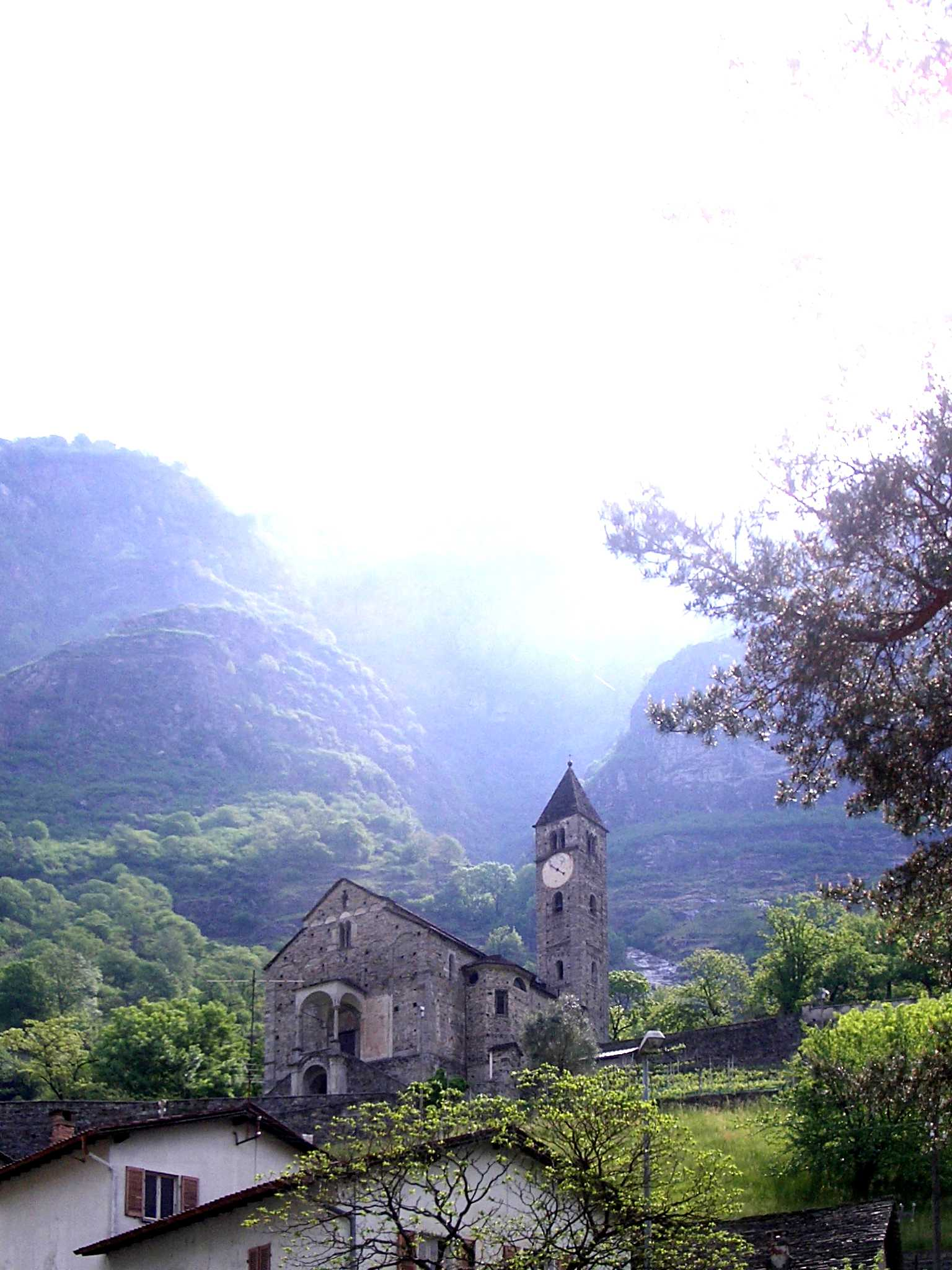
Veduta della chiesa
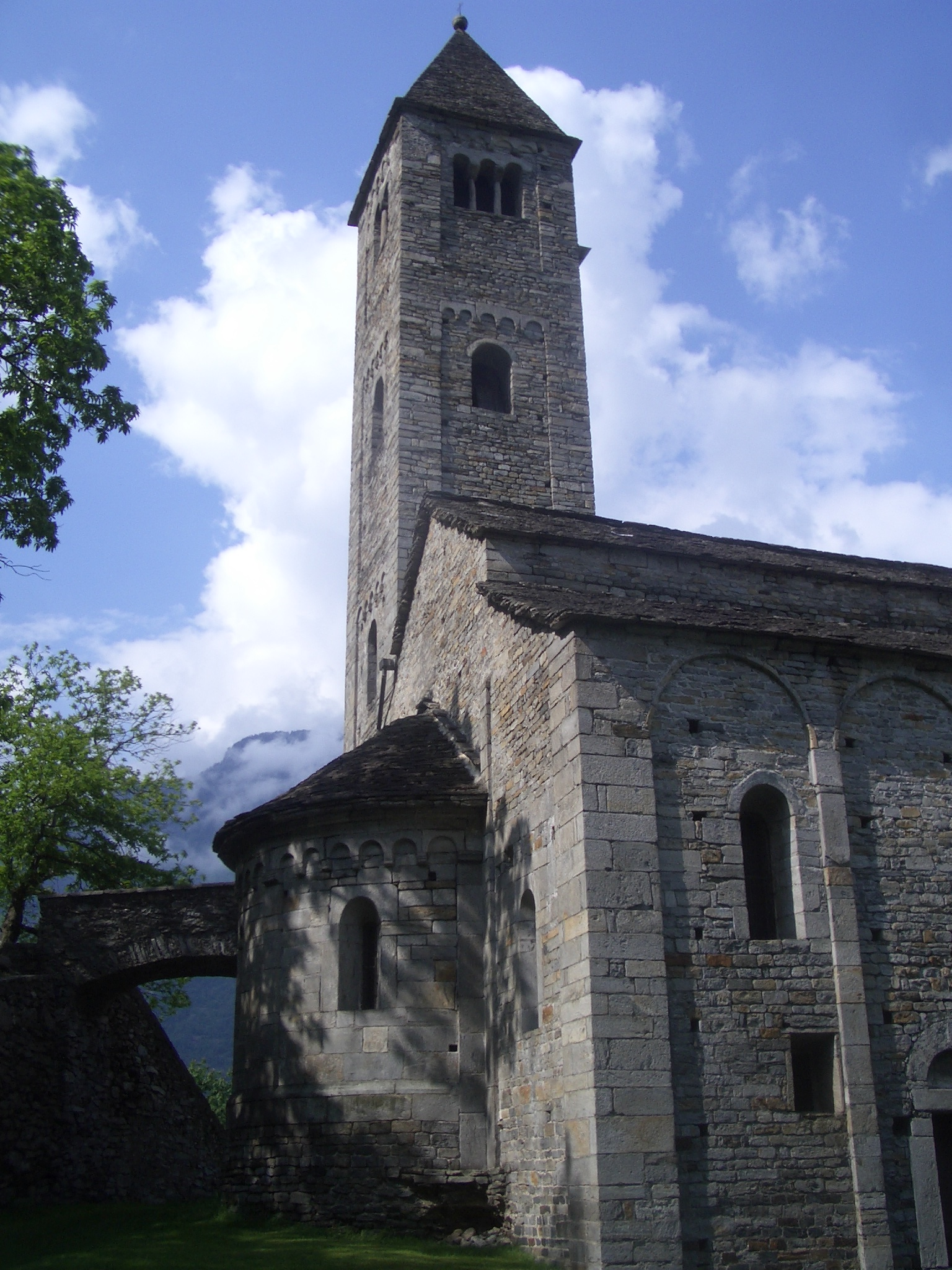
Il campanile e l'abside
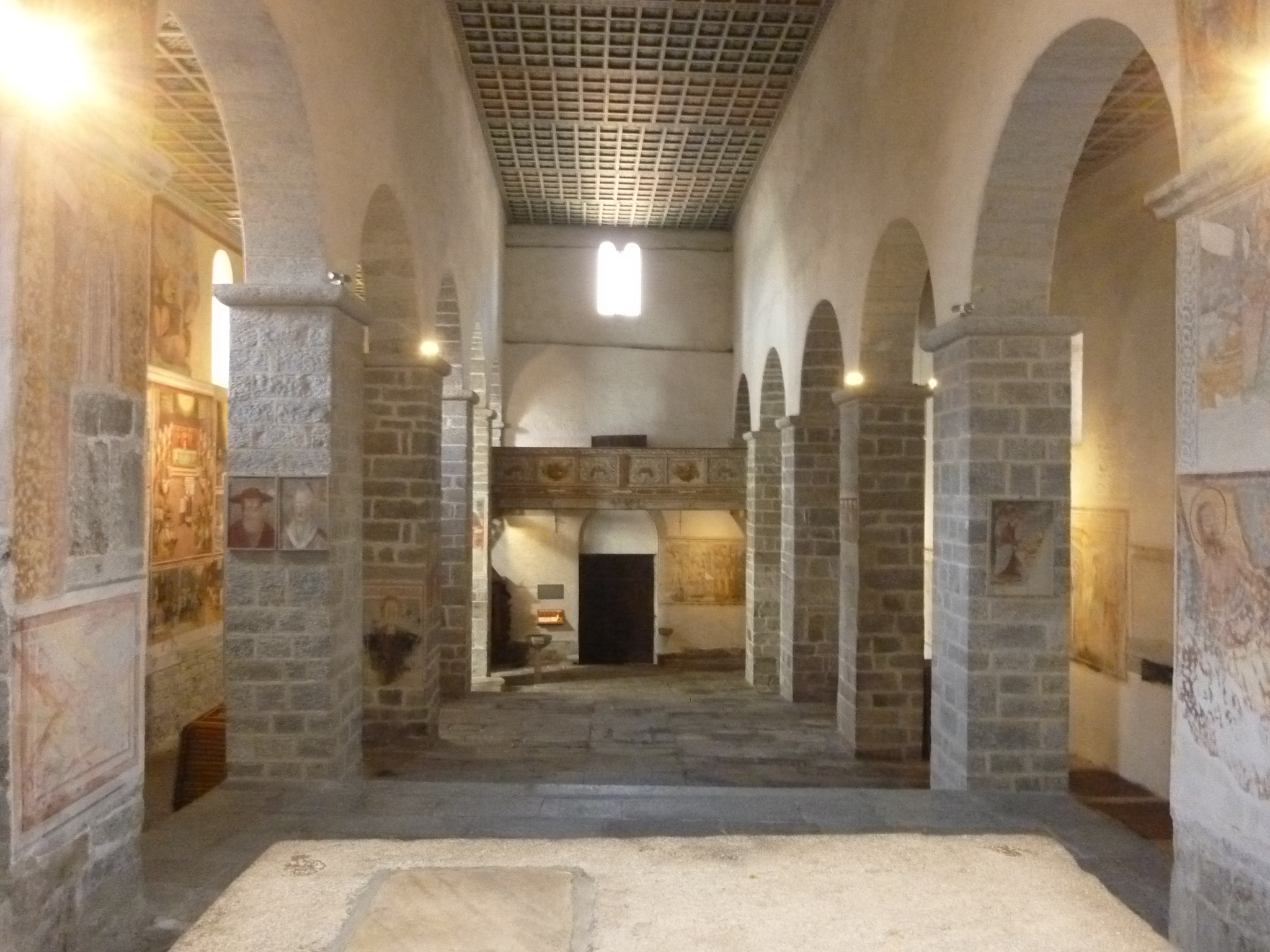
La navata centrale
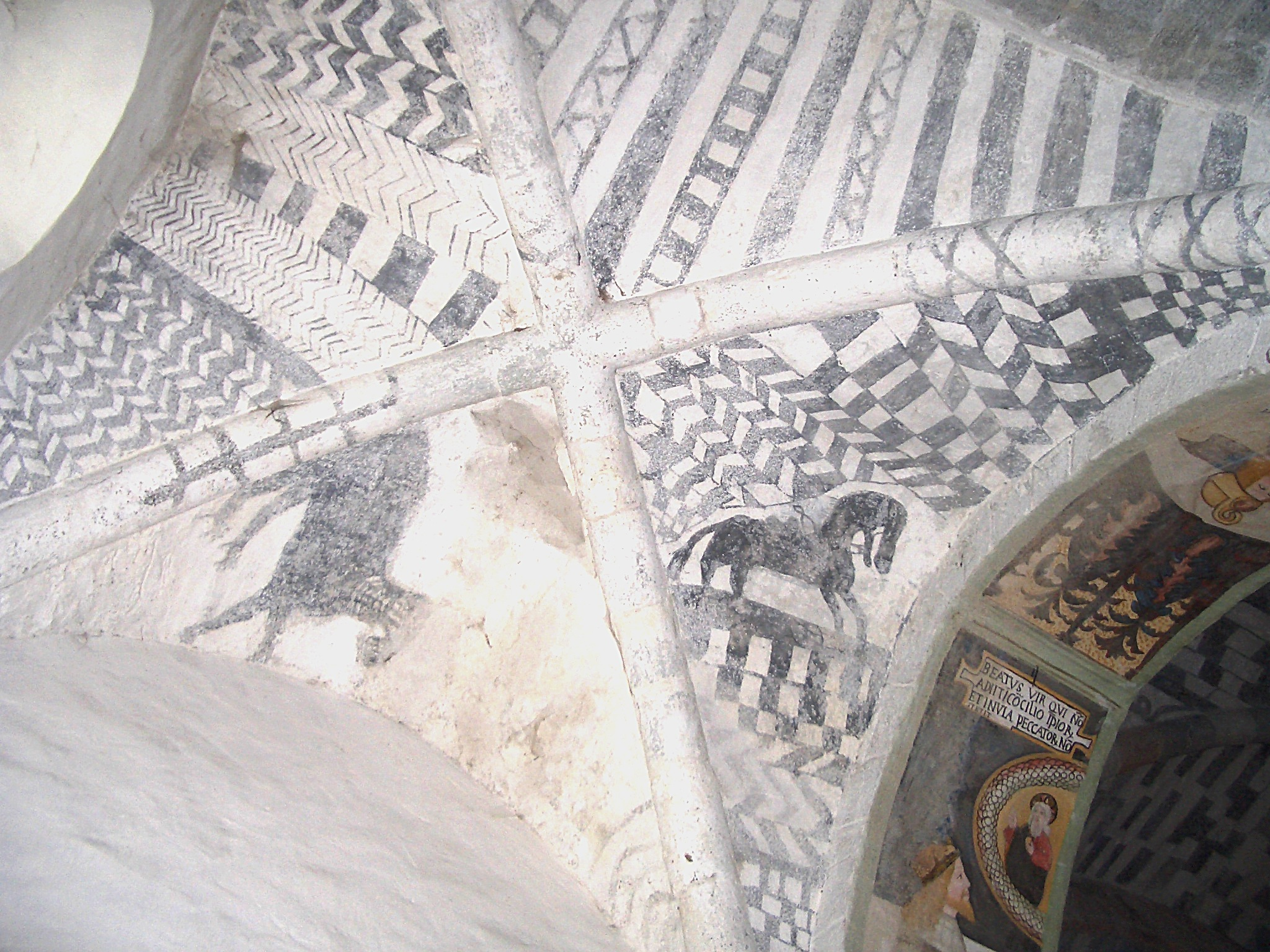
Affresco del XIII secolo
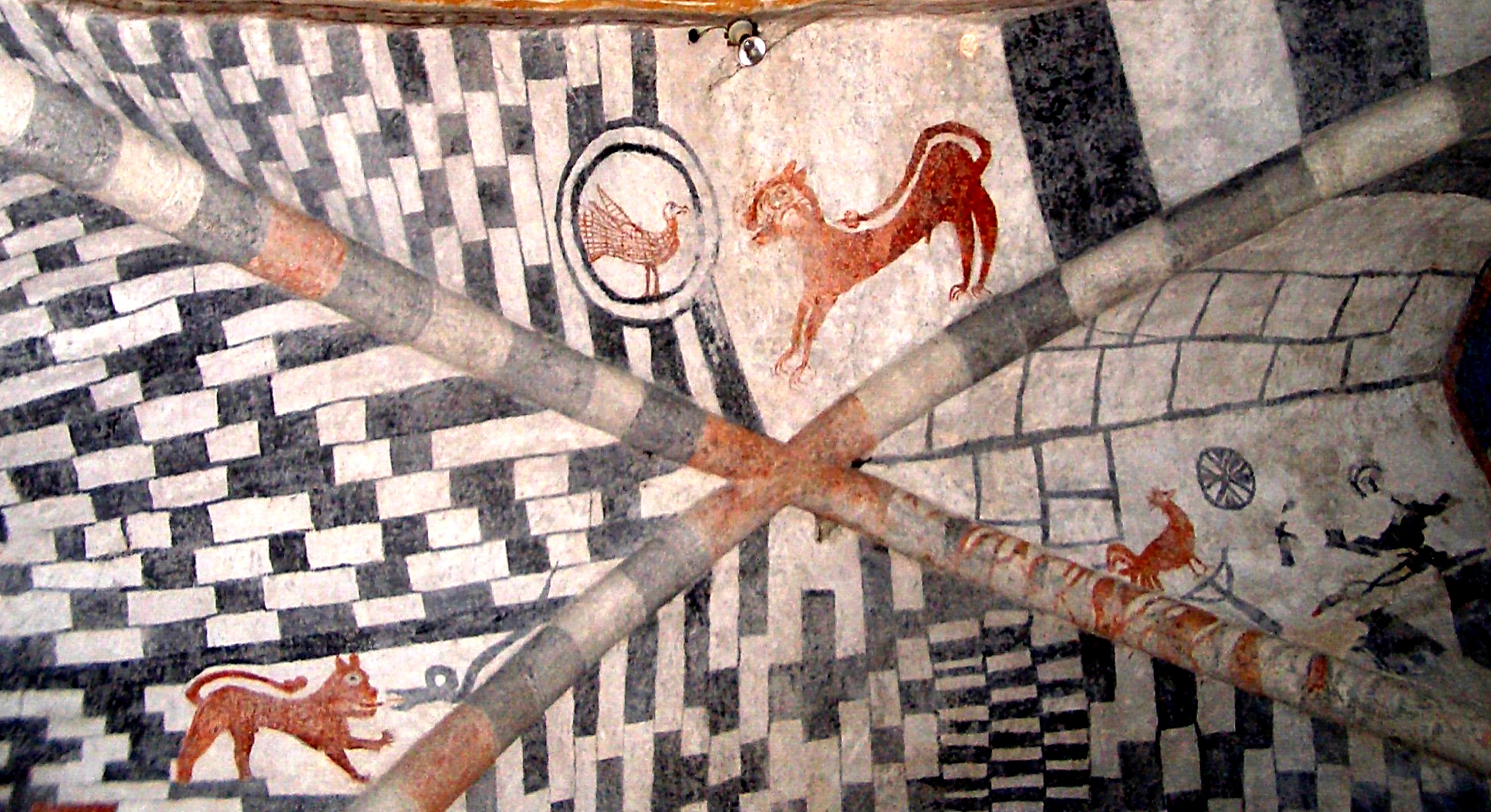
Affresco del XIII secolo
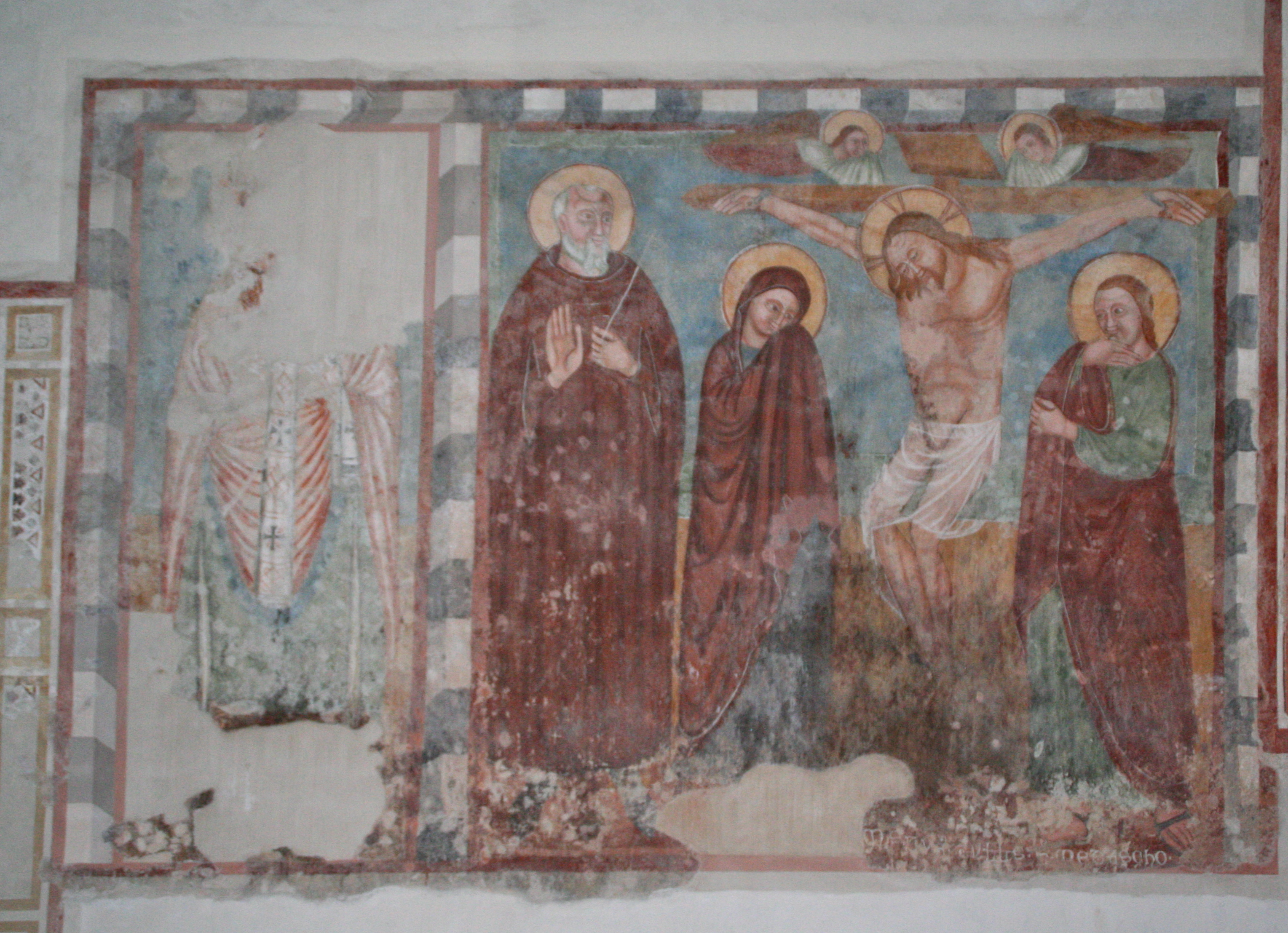
La crocifissione
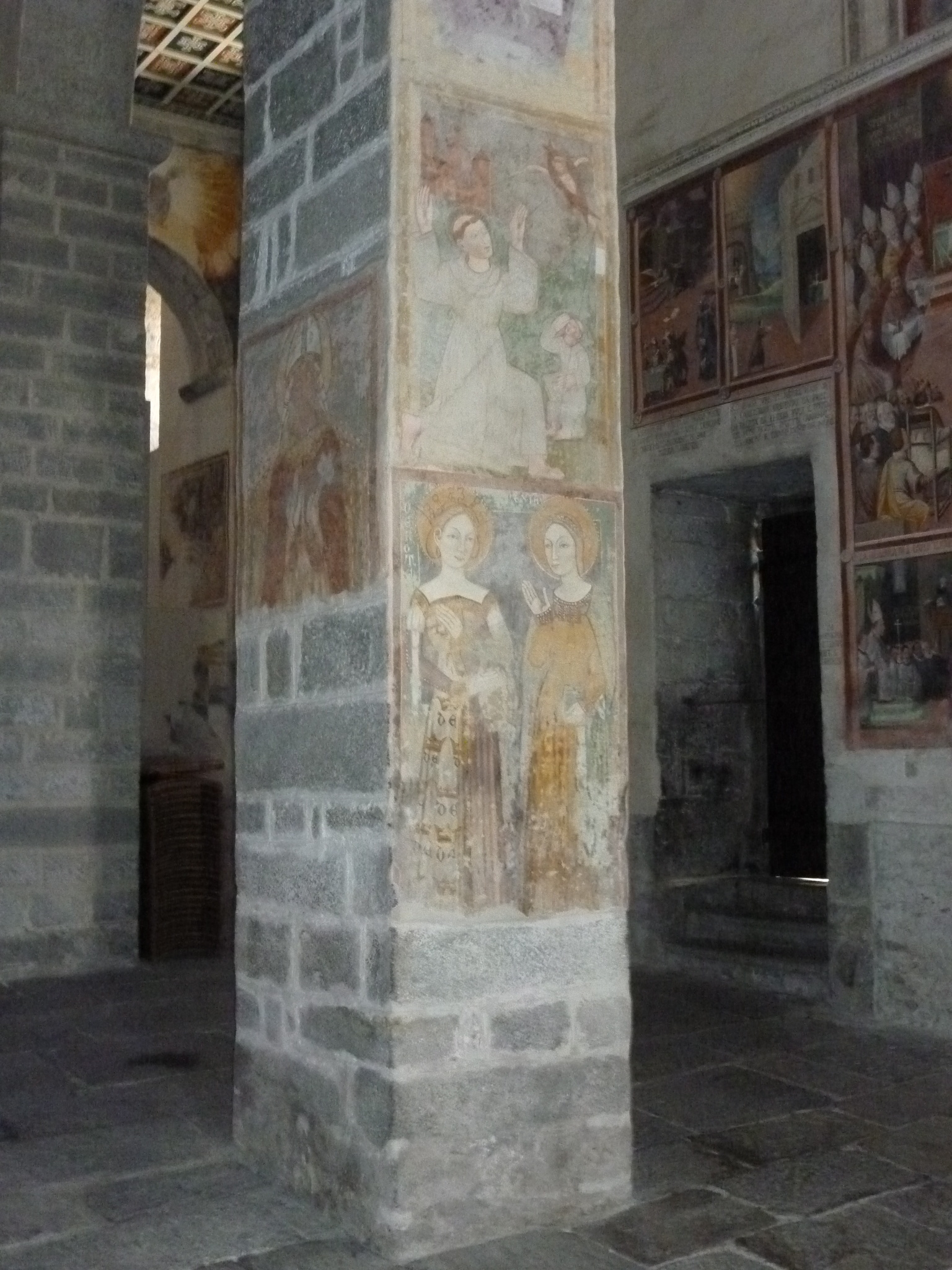
San Francesco d'Assisi riceve le stimmate
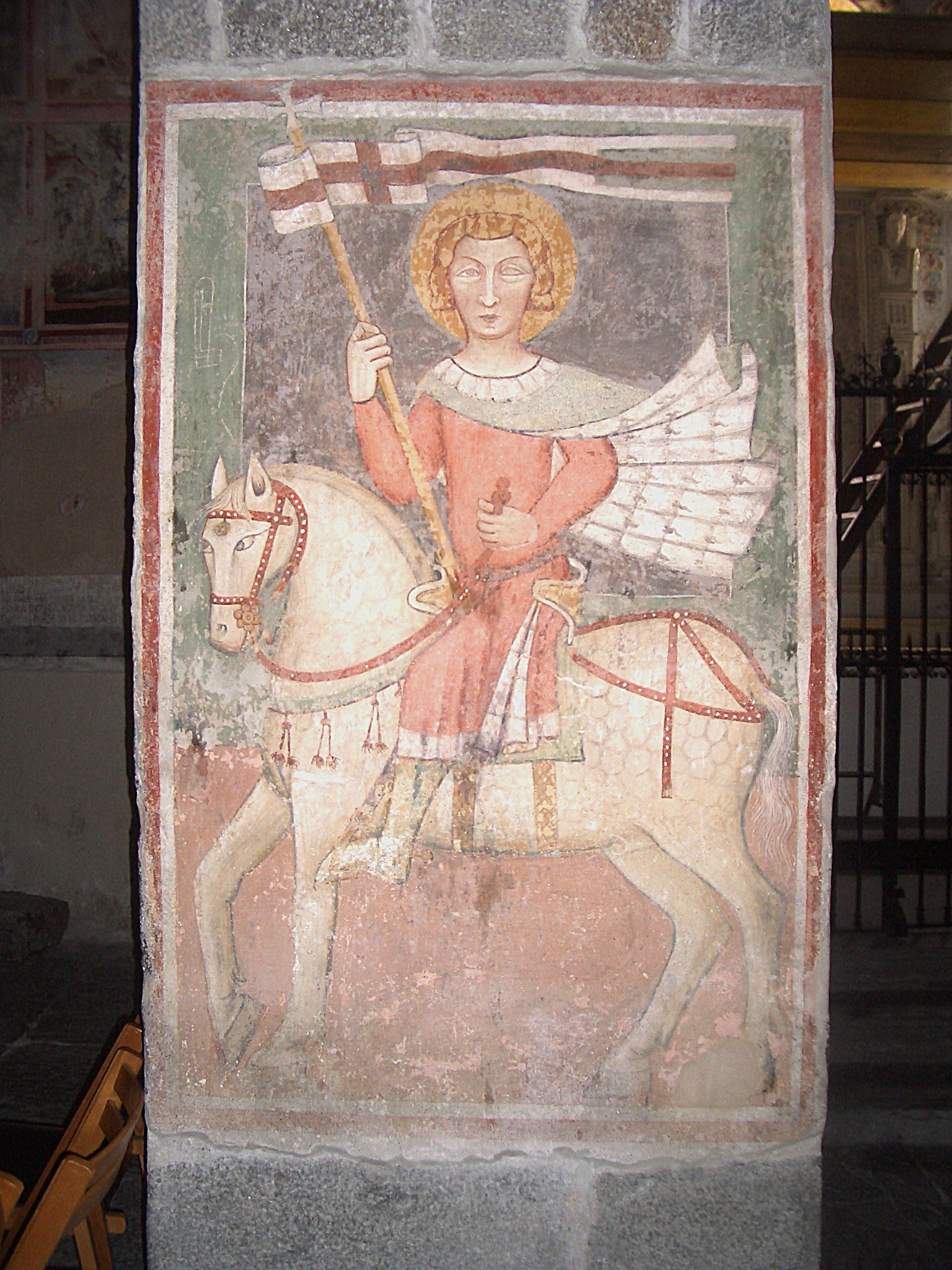
San Maurizio, affresco del XV secolo
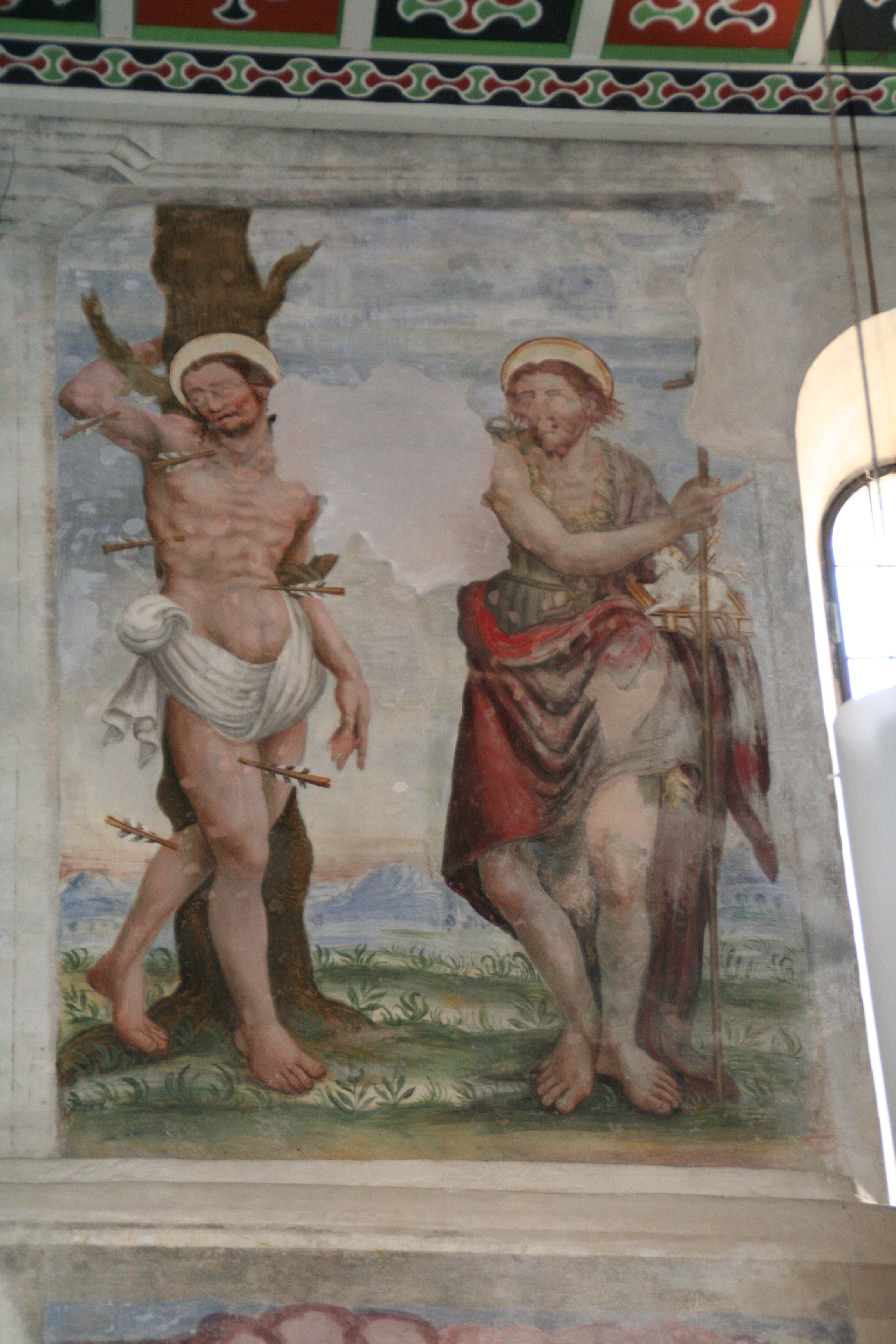
Affreschi della parete sud: San Sebastiano e San Giovanni Battista
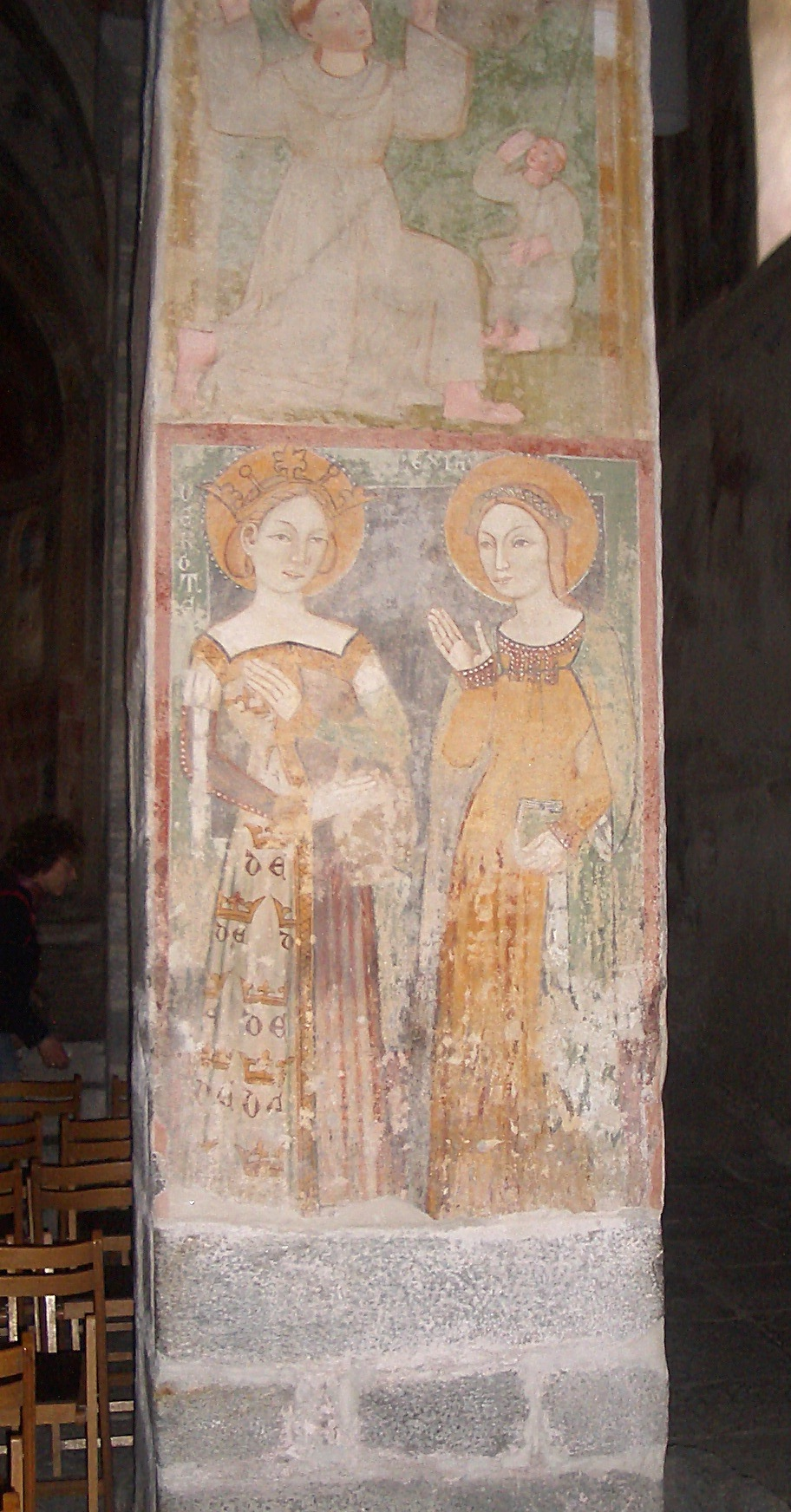
Santa Dorotea e Santa Tecla, XV secolo
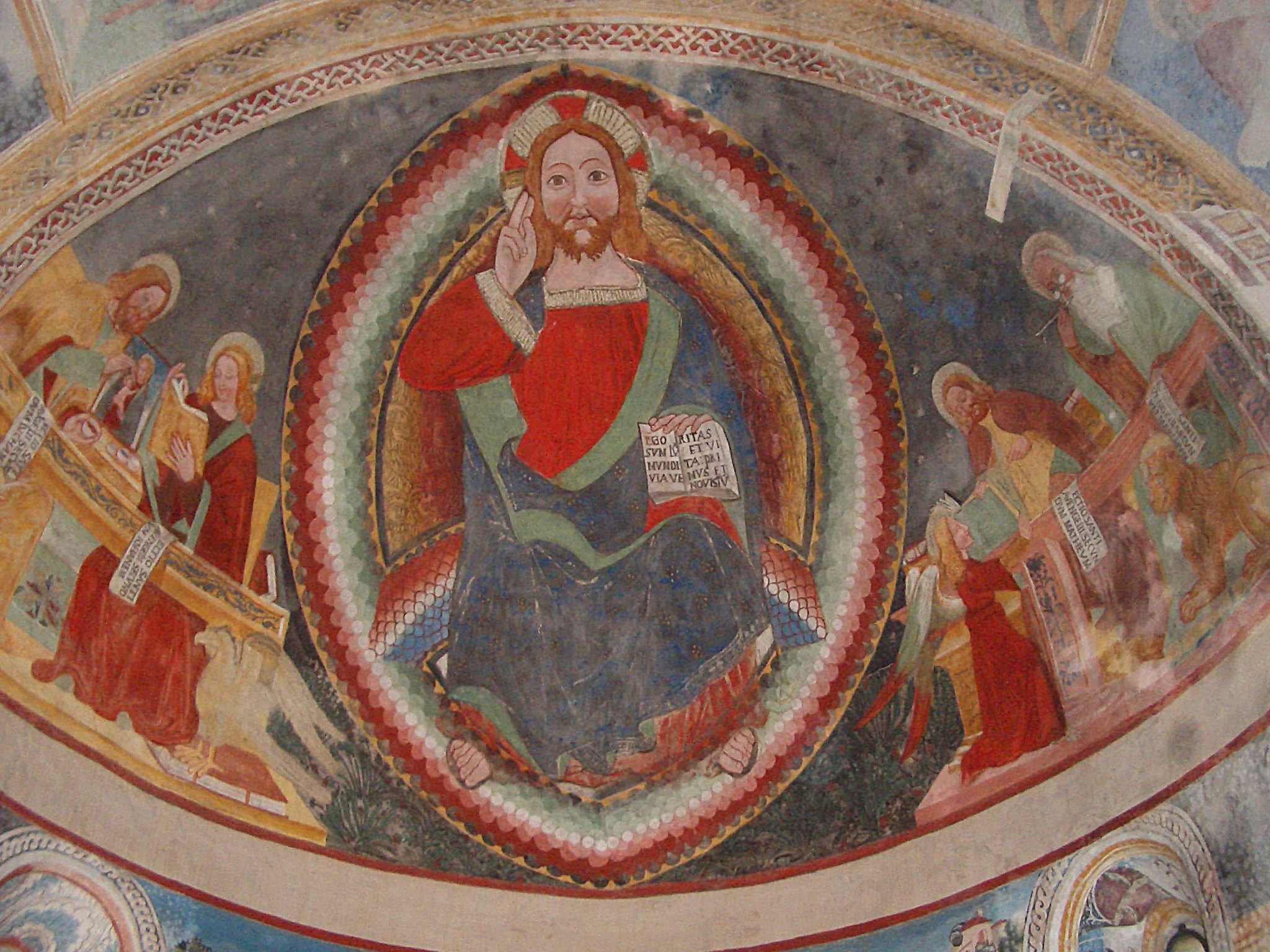
Affresco del catino absidale
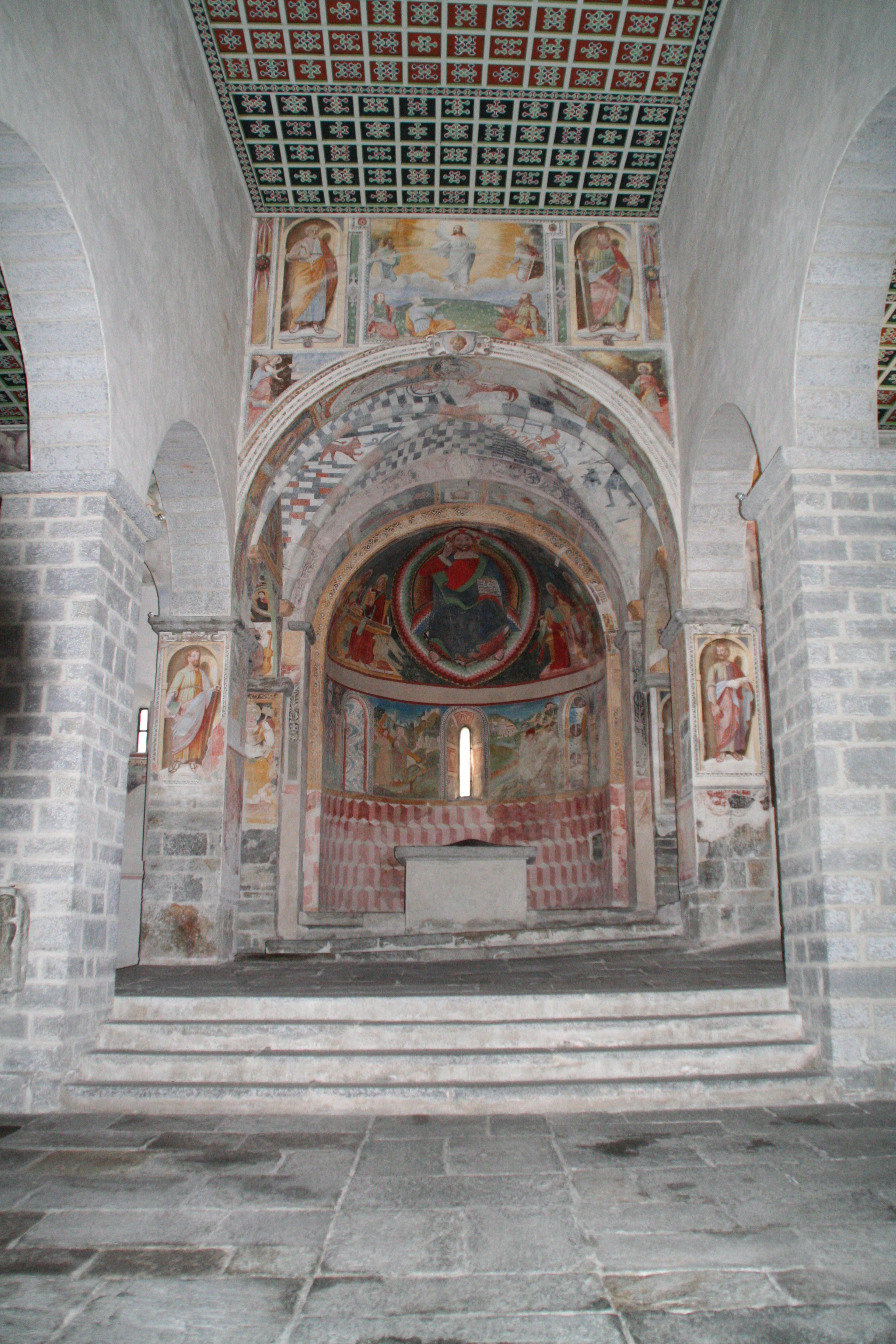
Parte absidale